# Стара катедра

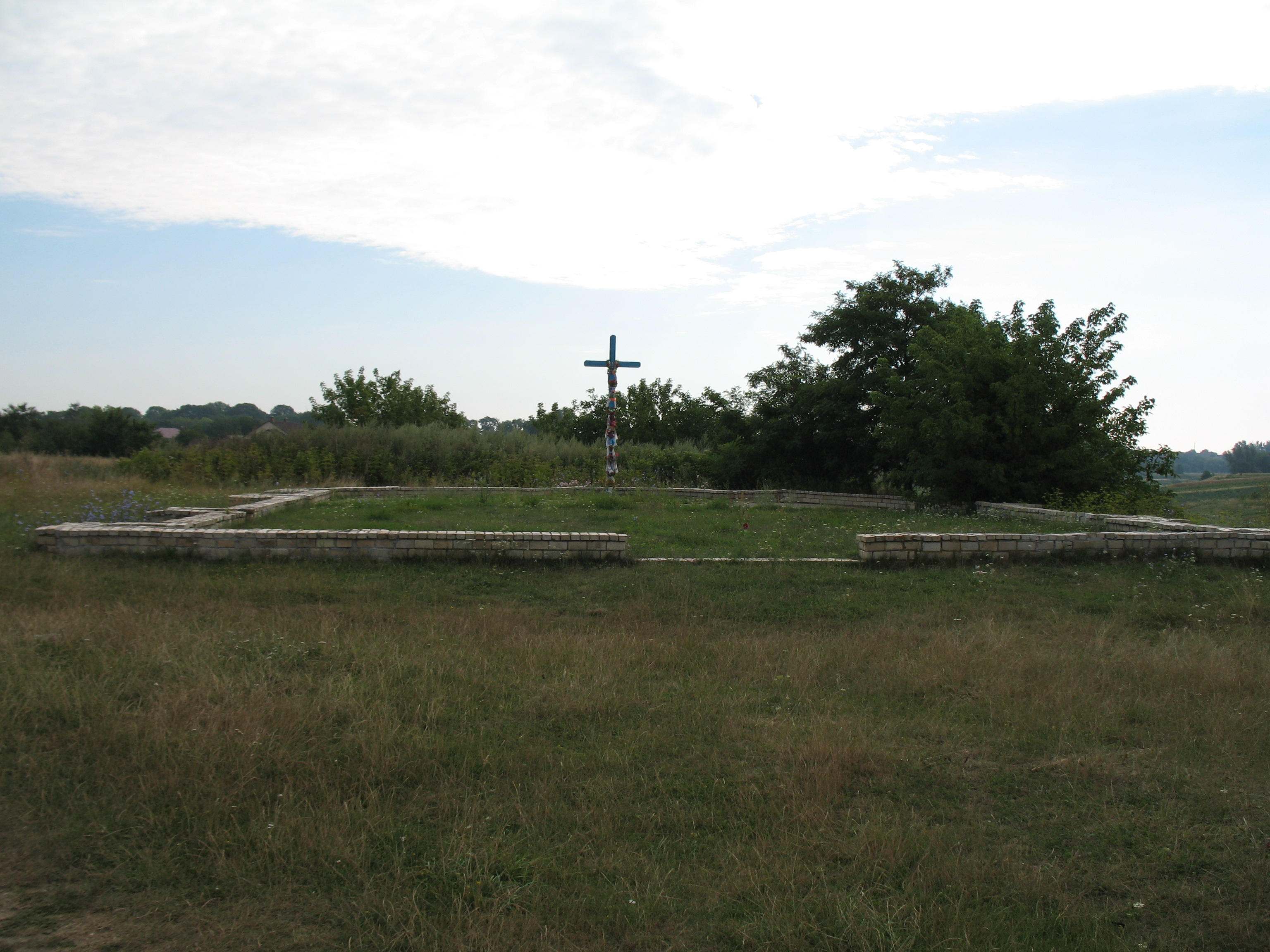
Стара катедра. Липень 2016 р.

Стара катедра — пам'ятка місцевого значення у с. Федорівка Володимирського району Волинської області. Статус визначений рішення виконкому Волинської обласної ради № 76 від 03.04.92.
Стара катедра — це народна назва решток мурованого храму ХІІ ст. Археологічні розкопки говорять про послідовне існування кількох храмів на цьому місці.
Найдавніший храм з'явився на цьому місці приблизно в часи поширення християнства на Русі. Можливо, що із заснуванням у 992 р. володимирської єпархії саме ця церква стала кафедральним собором. За іншими даними, найдавніший храм не був добудований, а на його місці почали зводити новіший.
Жодних достовірних відомостей, окрім археологічних знахідок та народних переказів, про цей храм не існує.
Новий (уже дерев'яний) храм згадується у заповіті старости Володимирського та Вінницького, маршалка землі Волинської князя Теодора Андрійовича Сангушка від 9 листопада 1547 р. У візитації 1695 р. храм названий «стародавньою кафедрою володимирських єпископів». У візитації 1695 р. занотовано, що церква в 1683 р. «згнила».
У XVIII ст. на цьому місці була збудована дерев'яна каплиця Теодора Стратилата, яку розібрали у 1815 р.

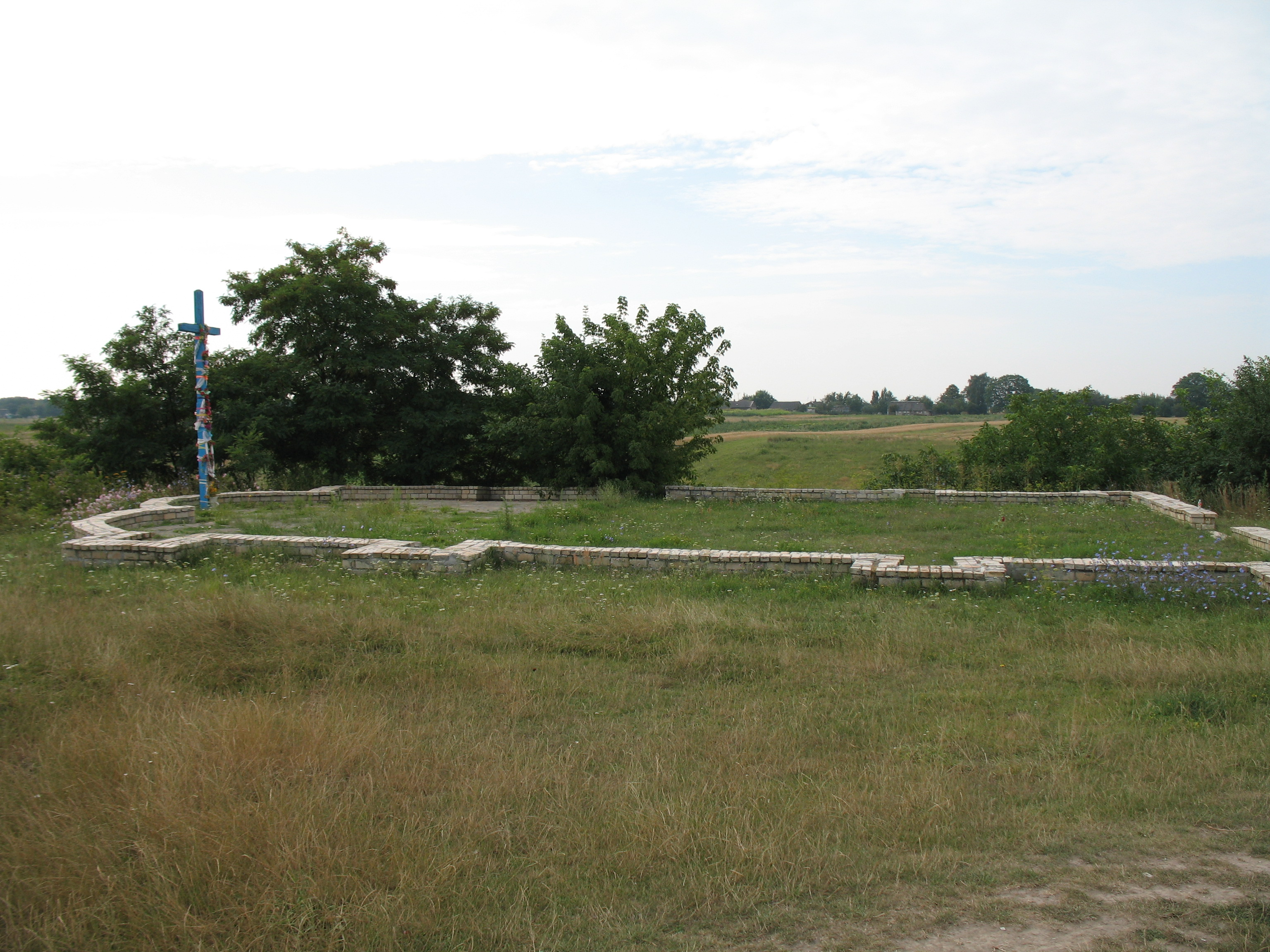
Стара катедра. Липень 2016 р.

## Розкопки 1886 р.
При розкопках 1886 р. було розкопано рештки фундаменту 36 аршин в довжину та 24 аршини в ширину. Північна та західна стіни збереглись на висоту більше сажені, південна стіна, за винятком паперті, впала у річку Лугу, на березі якої зведено храм.
У церкві була велика кількість голосників.
Прахов датував руїни храму XI—XII ст.
Під східною стіною віднайдено півкруглу стіну, не пов'язану із храмом.
Храм був розписаний фресками з написами слов'янськими літерами.
У підпіллі бабинця знайдено 7 склепів із залишками людських кісток. Один із черепів пробитий гвіздком.
Навколо церкви існувало кладовище.
О. Дверницький висунув версію, що цей храм носив назву св. Дмитра.
Повторні розкопки були проведені в 1975 р.